# Gångsätra gymnasium
Gångsätra, tidigare Högre allmänna läroverket i Lidingö, södra avdelningen, var en gymnasieskola som ligger vid korsningen Läroverksvägen/Larsbergsvägen i Lidingö. 

## Historia
År 1956 togs beslutet att starta ett nytt läroverk på Lidingö för gynna Lidingös södra befolkning som ansåg att Lidingö högre allmänna läroverk främst gynnande Lidingös norra befolkning. 1958 påbörjades bygget och 1959 stod första byggnaden klar och undervisningen inledas. Det skulle dock dröja till 1964 innan alla byggnader var på plats. Läroverket hade redan från början examensrättigheter för realexamen, studentexamen och examen vid flickskolan. De sista examinationerna för respektive examen var 1965, 1967 och 1968.
Höstterminen 1982 blev Gångsätra ett renodlat gymnasium då den tidigare högstadieverksamheten flyttades över till Högsätra skolan.
Hösten 2013 upphörde gymnasieverksamheten på Gångsätra i och med att gymnasieverksamheten slogs samman med och flyttade till närliggande Hersby gymnasium. Beslutet motiverades med hänvisningar till att skolan gick med stora underskott som konsekvens av sjunkande elevantal och att allt fler elever på Lidingö sökte till gymnasieskolor i övriga Stockholm.
Samma höst började lokalerna hyras ut till den nystartade friskolan Christinaskolan in i lokalerna. I dagsläget undervisar Christinaskolan från föreskoleklass till årskurs 9.

## Verksamhet
Det dominerande gymnasieprogrammet på Gångsätra var Samhällsvetenskapsprogrammet. Efter gymnasiereformen Gy 2011 uppfördes även Ekonomiprogrammet på skolan. På samhällslinjen har ett antal elever rest iväg utomlands för att i samband med sitt projektarbete utreda sin frågeställning på plats. De senaste åren har resorna gått till bland annat Indien och Sydafrika. Den ekonomiska inriktningen har även ett tätt samarbete med Ung företagsamhet, där skolans elever regelbundet kommer långt i de lokala och nationella uttagningarna.

## Studenttraditioner
Fram till slutet, och i minst 30 års tid, anordnades en match i amerikansk fotboll mot Hersby gymnasium.

## I media
Dokumentärserien Student 92, av filmaren Gunilla Nilars som visats i omgångar på SVT handlar om en avgångsklass på ekonomiprogrammet från Gångsätra.